# Ян Шаньпин
Ян Шанпинь (кит. упр. 杨善平, пиньинь Yáng Shànpíng; 28 октября, 1987, Ляонин) — китайский футболист, защитник клуба «Далянь Ифан» и сборной Китая.

## Карьера

### Клубная карьера
Ян Шаньпин начинал карьеру в родном клубе «Далянь Итэн», затем перешёл в молодёжную команду «ФК Ляонин». За основную команду Ян дебютировал 15 мая 2005 года в матче чемпионата против «Шэньчжэнь Цзяньлибао», в котором его команда одержала победу со счётом 3-1. После удачного дебюта игрок стал постоянно выходить в основе. Игрок пропустил большую часть сезона 2008 года, а его команда выступила неудачно, по итогам сезона лишившись места в высшем дивизионе. После того, как он вернулся в строй, результаты улучшились, а на своей позиции он был одним из лучших. Все это позволило выиграть розыгрыш Первой лиги и на следующий год вернуться в элиту.

## Достижения
«Ляонин Хувин»
- Победитель Первой лиги : 2009

## Клубная статистика
| Год   | Команда      | Страна | Дивизион | Матчи | Мячи |
| ----- | ------------ | ------ | -------- | ----- | ---- |
| 2005  | ФК Ляонин    | Китай  | 1        | 13    | 0    |
| 2006  | ФК Ляонин    | Китай  | 1        | 18    | 1    |
| 2007  | ФК Ляонин    | Китай  | 1        | 27    | 1    |
| 2008  | Ляонин Хувин | Китай  | 1        | 9     | 0    |
| 2009  | Ляонин Хувин | Китай  | 2        | 24    | 0    |
| 2010  | Ляонин Хувин | Китай  | 1        | 30    | 1    |
| 2011  | Ляонин Хувин | Китай  | 1        | 4     | 0    |
| Всего | Всего        | Всего  | Всего    | 125   | 3    |